# Orthetrum translatum
Orthetrum translatum là loài chuồn chuồn trong họ Libellulidae. Loài này được Bartenev mô tả khoa học đầu tiên năm 1929.